# Deliphrum
Deliphrum är ett släkte av skalbaggar som beskrevs av Wilhelm Ferdinand Erichson 1839. Deliphrum ingår i familjen kortvingar.
Släktet innehåller bara arten Deliphrum tectum.